# Der Barbier von Filmersdorf
Der Barbier von Filmersdorf ist ein deutsches Stummfilmlustspiel aus dem Jahre 1915. Unter der Regie von Carl Wilhelm spielt Oscar Sabo die Hauptrolle.

## Handlung
Der Barbiergeselle Florian fühlt sich in seinem Beruf nicht wirklich gefordert; vielmehr zieht es ihn seit jeher auf die Bretter, die die Welt bedeuten. Und so verlässt er eines Tages seine Ausbildungsstätte, um als gefeierter Mime am Theater durchzustarten. Doch ist die Bühnenkunst sehr viel schwerer als er geglaubt hatte. Bei seinem Einstand wird er gnadenlos ausgebuht, und die Vorstellung wird für ihn und den Theaterdirektor zur Katastrophe. Reumütig kehrt Florian an seinen alten Arbeitsplatz zu Rasiermesser und Haarschere zurück.

## Produktionsnotizen
Der Barbier von Filmersdorf passierte die Zensur im Mai 1915, wurde am 17. Mai der Presse vorgestellt und erlebte am 11. Juni 1915 im Berliner Marmorhaus seine offizielle Uraufführung. Die Länge des Dreiakters betrug etwa 1300 Meter.
Der 14-jährige Wolfgang Zilzer, als Theaterdarsteller bereits bekannt, gab hier seinen Einstand vor der Kamera.

## Kritik
„Der Barbier von Filmersdorf ist ein sehr gutes Lustspiel des bewährten Regisseurs Carl Wilhelm. In der Hauptrolle zeigt sich der Berliner Theaterliebling, der mit zwerchfellerschütternder Wirkung einen Friseurgehilfen darstellt...“